# Solanum humblotii
Solanum humblotii är en potatisväxtart som beskrevs av Carl Lebrecht Udo Dammer. Solanum humblotii ingår i släktet skattor som ingår i familjen potatisväxter. Inga underarter finns listade i Catalogue of Life.